# العودة (فلم)
العودة (بالإسبانية: Volver) (تنطق بولبير)، هو فيلم درامي إسباني من إنتاج عام 2006 ومن كتابة وإخراج بيدرو ألمودوفار وبطولة بينولوبي كروز، ويعرض الفيلم أيضاً مجموعة من الممثلين البارزين مثل كارمن مورا ولولا دويناس وبلانكا بورتيلو ويوهانا كوبو وتشوس لامبريف. تدور أحداث الفيلم حول عائلة غريبة الأطوار من نساء من منطقة تغمرها الرياح جنوب مدريد، وتلعب كروز دور رايموندا وهي امرأة من الطبقة العاملة تضطر إلى ممارسة سلوكيات متطرفة لحماية ابنتها باولا البالغة من العمر 14 عاماً. لحل أزمة الأسرة، تعود أمها أيرين من الموت مقدمةً الرابط بين القطع المفقودة الغامضة.
برزت هذه الحبكة في فيلم ألمودوفار السابق «زهرة سري» (1995) الذي عُرض كرواية إلا أنه رُفض من النشر وسُرق فيما بعد ليشكل سيناريو فيلم «ذا فريزر». مُستلهماً من الواقعية الإيطالية الجديدة في أواخر الأربعينيات وبداية الخمسينيات وعمل المخرجين الرائدين مثل فيديريكو فيليني ولوتشينو فيسكونتي وبيير باولو باسوليني، يتناول فيلم العودة موضوعات مثل الاعتداء الجنسي والشعور بالوحدة والموت ويمزج بين أنواع المهزلة والمأساة والميلودراما والواقعية السحرية. في منطقة لا مانشا، مكان ميلاد ألمودوفار، يشير المخرج إلى تربيته كتأثير كبير على العديد من جوانب الحبكة والشخصيات.
عُرض فيلم العودة لأول مرة في مهرجان كان السينمائي عام 2006 إذ تنافس على جائزة السعفة الذهبية. نال الفيلم إشادة من النقاد وفاز في النهاية بجائزتين في المهرجان، لأفضل ممثلة (تشترك فيها الممثلات الست الرئيسيات) وأفضل سيناريو. أقيم العرض الأول للفيلم الإسباني في 10 مارس 2006 في بويرتولانو بإسبانيا، حيث صُوّر الفيلم. ترشحت كروز لجائزة الأوسكار لعام 2006 لأفضل ممثلة، ما جعلها أول امرأة إسبانية تترشح ضمن في هذه الفئة.

## الحبكة
رايموندا (بينولوبي كروز) وسول (لولا دويناس) شقيقتان نشأتا في ألكانفور دو لا إنفانتاس وهي قرية صغيرة في لا مانتشا وكلتاهما تعيش حالياً في مدريد. توفي والداهما في حريق منذ ثلاث سنوات.
تعود سول لحضور جنازة خالتها المسنة المصابة بالخرف باولا (تشوس لامبريفي). تعترف جارة خالتها أوجستينا (بلانكا بورتيو) لها بأنها سمعت خالتها تتحدث إلى شبح والدتها إيرين (كارمن مورا). تصادف سول الشبح بنفسها وعندما تعود إلى مدريد تكتشف أن الشبح اختبأ في صندوق سيارتها. توافق سول على بقاء شبح أمها أيرين معها. تعمل سول في صالون لتصفيف الشعر في منزلها وتساعدها أيرين. تقول أيرين إنها تريد أن تعرف سبب كره رايموندا لها ولماذا تخشى هي نفسها كشف نفسها لرايموندا.
في نفس الوقت، هناك موت آخر يتعين على رايموندا وابنتها باولا (يوهانا كوبو) التعامل معه. يحاول بوكو والد باولا (أنتونيو دو لا توري) اغتصابها مدعياً أنه ليس والدها وتقتله باولا دفاعاً عن نفسها. تخبئ رايموندا الجثة في ثلاجة مطعم جارهم إميليو (كارلوس بلانكو) الذي كان مسافراً. عندما يمر طاقم فيلم ما على المطعم، تعقد معهم رايموندا صفقة بأن تكون متعهدة الطعام الخاصة بهم وتجد نفسها مجدداً في عمل المطعم.
تكشف رايموندا لباولا أن باكو لم يكن والدها البيولوجي وتعدها بأن تخبرها القصة كاملة لاحقاً. تُشخص إصابة أوجستينا بالسرطان في مراحله النهائية وتذهب إلى مدريد لتتلقى العلاج. تزورها رايموندا في مدريد وتسأل أوجستينا رايموندا ما إن كانت قد رأت شبح والدتها. تأمل أوجستينا أن يكون الشبح قادراً على إخبارها عن والدتها التي اختفت قبل ثلاث سنوات. تترك رايموندا باولا مع سول وتستأجر سيارة لتنقل بها الثلاجة إلى مكان مناسب بجوار نهر جوكار. خلال بقائها في شقة سول، تقابل باولا شبح جدتها. في الليلة التالية، تأتي أوجستينا إلى المطعم وتكشف رايموندا سرّين كبيرين، الأول أن والدها ووالدة أوجستينا كانت تربطهما علاقة، والثاني أن والدة أوجستينا اختفت في نفس الوقت الذي قُتل فيه واليدها في الحريق.
تخبر سول رايموندا أنها شاهدت شبح أمهم وهو في الغرفة المجاورة مع باولا. تعترف أيرين بأنها لم تمت فعلياً وتكشف عن الحقيقة الكاملة. السبب في الجفاء بين رايموندا وأمها أن والدها اغتصبها وحملت بباولا نتيجةً لذلك، وبالتالي فإن باولا هي ابنة رايموندا وأختها في نفس الوقت. أخبرت أيرين باولا أنها لم تكن على علم بذلك إلى أن أخبرتها الخالة باولا ولم تغفر لنفسها أبداً فشلها في منع حصول ذلك.
تشرح أيرين أنها وجدت زوجها يخونها مع امرأة أخرى وهي التي أشعلت الحريق الذي قتلهما. والرماد الذي يُفترض أنه كان رماد أرين، كان في الحقيقة رماد والدة أوجستينا وهي المرأة التي كان زوج أيرين يخونها معها. بعد الحريق، تتجول أيرين لعدة أيام في الريف إلى أن تقرر أن تسلم نفسها. ولكن تودع قبل ذلك أختها باولا التي لم تكن قادرة على الاعتناء بنفسها والتي كانت تعيش معها أيرين بعد الحريق. ترحب باولا بأيرين في منزلها وكأن شيئاً لم يكن وتسكن أيرين عندها لترعاها متوقعةً قدوم الشرطة للقبض عليها في أي لحظة. ولكن ونظراً لطبيعة السكان وإيمانهم بالخرافات والطبيعة المغلقة للمجتمع لا تأتِ الشرطة قط، والسكان الذي كانوا مؤمنين بقصص الموتى العائدين يفسرون مشاهدتهم النادرة لأيرين على أنها شبح.
يلتمّ شمل الأسرة في منزل الخالة باولا، وتكشف أيرين عن نفسها لأوجستينا التي كانت تعتقد أنها مجرد شبح. تتعهد أيرين بالبقاء في القرية والاعتناء بأوجستينا التي تفاقمت إصابتها بالسرطان، قائلةً لرايموندا إن هذا أقل ما يمكنها فعله بعد قتلها لوالدة أوجستينا. تزور رايموندا والدتها في منزل أوجستينا، وتتعانقان وتعدان بعضهما بإصلاح علاقتهما.

## الجوائز التي نالها
نال جائزة أفضل سينايو، وجائزة أفضل ممثلة مجتمعة في ممثلات الفلم.

## تمثيل
بينالوبي كروز، كارمن ماورا

## إخراج
بيدرو المودوفار.

## روابط خارجية
- مقالات تستعمل روابط فنية بلا صلة مع ويكي بيانات